# Sexy Sexy Lover
Sexy Sexy Lover – singel promujący ósmy album niemieckiego zespołu Modern Talking, Alone. Singel został wydany 17 maja 1999 przez firmę BMG.
Wydawnictwo zawiera cztery utwory:
- Dwie wersje rapowe utworu (wykonuje je Eric Singleton)
- Wokalną wersję (w całości wykonuje zespół Modern Talking)
- Dodatkowy utwór znajdujący się w albumie Alone "Just Close Your Eyes".

## Lista utworów
CD-Maxi Hansa 74321 67155 2 (BMG) / EAN 0743216715527 17.05.1999
| Nr | Tytuł                                                         | Długość |
| -- | ------------------------------------------------------------- | ------- |
| 1. | Sexy Sexy Lover (feat. Eric Singleton) – Rap Version          | 3:10    |
| 2. | Sexy Sexy Lover – Vocal Version                               | 3:33    |
| 3. | Sexy Sexy Lover (feat. Eric Singleton) – Extended Rap Version | 4:59    |
| 4. | Just Close Your Eyes                                          | 4:17    |

CD-Single Hansa 74321 67311 2 (BMG) / EAN 0743216731121	17.05.1999
| Nr | Tytuł                                                | Długość |
| -- | ---------------------------------------------------- | ------- |
| 1. | Sexy Sexy Lover (feat. Eric Singleton) – Rap Version | 3:10    |
| 2. | Sexy Sexy Lover – Vocal Version                      | 3:33    |

## Listy przebojów (1999)
| Państwo    | Najwyższe miejsce |
| ---------- | ----------------- |
| Niemcy     | 15                |
| Argentyna  | 20                |
| Austria    | 27                |
| Hiszpania  | 19                |
| Finlandia  | 9                 |
| Węgry      | 9                 |
| Łotwa      | 10                |
| Liban      | 13                |
| Szwecja    | 25                |
| Szwajcaria | 35                |

## Autorzy
- Muzyka: Dieter Bohlen
- Autor tekstów: Dieter Bohlen
- Wokalista: Thomas Anders
- Raper: Eric Singleton
- Producent: Dieter Bohlen
- Aranżacja: Dieter Bohlen
- Współproducent: Luis Rodriguez